# Kirton (Nottinghamshire)
Kirton – wieś w Anglii, w hrabstwie Nottinghamshire, w dystrykcie Newark and Sherwood. Leży 32 km na północ od miasta Nottingham i 199 km na północ od Londynu. Miejscowość liczy 273 mieszkańców.